# María Paleólogo (reina de Serbia)
María Paleólogo (en serbio: Марија Палеолог, Marija Paleolog) fue la reina consorte de Esteban Uroš III Dečanski de Serbia. Era la hija del panipersebasto Juan Paleólogo, y sobrina nieta del emperador Andrónico II Paleólogo. Su abuelo materno fue el gran logoteta Teodoro Metoquita.
Su padre era el gobernador de Tesalónica a principios de los años 1320. Esteban Uroš III anteriormente había estado casado con Teodora de Bulgaria, pero el matrimonio terminó en la muerte de Teodora el 20 de diciembre de 1322. Uroš III se casó con María en 1324. El matrimonio de la pareja real duró hasta la muerte de su esposo. Esteban Uroš III fue derrotado por su hijo Esteban Uroš IV Dušan (del matrimonio con Teodora) en 1331, y poco después murió en Zvečan (1332). La relación entre el padre y el hijo había sido mala, la usurpación fue incitada por la «joven» nobleza. María trató de reafirmar el trono para su hijo Simeón, mediante la ayuda bizantina, pero esto no tuvo éxito. María tomó los votos monásticos como Marta, y en 1348, Simeón se convirtió en un gobernador de las provincias del sur del Imperio serbio. María murió el 7 de abril de 1355, y fue enterrada en Skopie.
Tuvo un hijo y dos hijas por su matrimonio con Esteban Uroš III:
- Simeón Uroš, emperador rival de los serbios y los griegos en el sur del Imperio serbio
- Jelena, se casó con el duque croata Mladen III Šubić of Bribir
- Teodora, se casó con el déspota Dejan Dragaš de Kumanovo